# Lucky²
Lucky²（日语： Rakkiirakkii），為日本次世代女子唱跳偶像團體。 LDH JAPAN 旗下所屬藝人。寫法上，某些系統或欄位無法表示"平方"，亦可寫成"Lucky2"。而所屬成員均出身自東京電視網的特攝連續劇《女孩×戰士系列》和「RizSta -Top of Artists!-」。

## 概要
初始成員分別為東京電視台系的女孩×戰士系列第4彈「警察×戰士 愛心巡護！」中飾演主角的山口莉愛和杉浦優來，2021年7月開始播放的第5彈「摯友×戰士 閃耀能量！」中飾演主角的永山椿、深澤日彩、比嘉優和和佐藤栞奈的6人，而此6人於2021年6月13日結成組合。
2022年6月，於「RizSta -Top of Artists!-」中飾演主角的上村梨々香、森朱里，再加上後期加入的佐藤妃希在內，共3名新成員將加入組合。
和前輩團Girls²一樣，所有成員皆以真名進行演藝活動。成員同時兼備歌手與舞者的身分，並且皆有電視劇主角的演員經歷。

## 發展歷程

### 2021年
6月13日，由女孩×戰士系列衍生的音樂組合「lovely²」的山口莉愛和杉浦優來，主演「摯友×戰士 閃耀能量！」的永山椿、深澤日彩、比嘉優和和佐藤栞奈，合計6人結成組合—Lucky²。
7月5日，山口和杉浦開始於「おはスタ」出演。於節目內環節「おはスタ調査隊」作為「見習い調査隊員」出演。
7月11日，永山、深澤、比嘉和佐藤的4人為主演的連續劇「摯友×戰士 閃耀能量！」開播。
9月22日，以「摯友×戰士 閃耀能量！」片頭曲「Fun!Fun!Fun! 〜夢∞〜」主流出道。於當日的「おはスタ」作為嘉賓出演，表演了該歌曲。
10月1日，於「おはスタ」發表全員將作為「おはガール」於該節目進行常規出演。山口和杉浦由「おはスタ調査隊‧見習い調査隊員」升為正式成員「おはガール」
10月4日，開始作為「おはガール from Lucky²」於「おはスタ」常規出演。
11月3日，發售1st迷你專輯「キミすき。當日全員出演「おはスタ」表演主打歌「キミすき」。
11月17日，「おはガール from Lucky²」的歌曲「Lucky Time」串流開始。當日全員出演「おはスタ」表演了該歌曲。

### 2022年
1月10日，「女學。#女學。Ⅱ～Lucky Stars～」於「おはスタ」開播。
2月27日，發表1st EP「Brand New World! / DISCO TIME」將於6月1日發售，而且本張專輯中將加入三名新成員，上村梨々香、森朱里和佐藤妃希。同時Lucky2由6月開始變為九人體制。
3月18日，「女學。#女學。Ⅱ～Lucky Stars～」於「おはスタ」播出最後一集後完結（全50集）。更於節目結尾發表將於同年3月25日作為「おはガール」畢業。
2025年
3月31日，队长杉浦优来毕业，lucky²开始8人体制

## 成員
现任成员
| 名字 | 生日                  | 出身地   | EXPG 出身校 | 主演連續劇 （前所屬組合）              | 女孩×戰士系列/Rizsta 角色名稱 | 備注 | 應援色 | 女学/oha时期颜色 | oha制服编码 |
| ---- | --------------------- | -------- | ----------- | -------------------------------------- | ----------------------------- | --- | ------ | ---------------- | ----------- |
|      | 2008年11月22日        | 神奈川縣 | 横浜校      | 「警察×戰士 愛心巡護！」 （ lovely² ） |                               | 於女孩×戰士系列第3彈「秘密×戰士 幻影甜心！」中也飾演莎萊，客串girls²真人剧女学。～girls graden～，饰演莉爱 | 紫色   | 浅紫色           | 1²          |
|      | 2010年1月12日         | 沖繩縣   | 沖繩校      | 「摯友×戰士 閃耀能量！」               | キラリ                        | 組合中最年少                                                                                               | 橘色   | 粉红色           | 3²          |
|      | 2006年11月11日        | 栃木縣   | 東京校      | 「摯友×戰士 閃耀能量！」               | ユヅキ                        | 組合中最年長                                                                                               | 淺藍   | 深紫色           | 4²          |
|      | 2007年11月24日        | 沖繩縣   | 沖繩校      | 「摯友×戰士 閃耀能量！」               | ホノカ                        | | 紅色   | 红色             | 5²          |
|      | 2007年9月22日         | 埼玉縣   | 大宮校      | 「摯友×戰士 閃耀能量！」               | コユキ                        | | 蓝色   | 深蓝             | 6²          |
|      | 2009年5月27日（14歲） | 福岡縣   | 福岡校      | 「リズスタ -Top of Artists!-」         |                               | 於2022年6月加入                                                                                            | 粉紅色 | \                | /           |
|      | 2008年4月17日         | 神奈川縣 | 横浜校      | 「リズスタ -Top of Artists!-」         |                               | 於2022年6月加入                                                                                            | 綠色   | \                | /           |
|      | 2009年1月25日         | 神奈川縣 | 横浜校      | 「リズスタ -Top of Artists!-」         | ひなた                        | 於2022年6月加入                                                                                            | 黃色   | \                | /           |

前成员
| 名字 | 生日                   | 出身地 | EXPG 出身校 | 主演連續劇 （前所屬組合）              | 女孩×戰士系列/Rizsta 角色名稱 | 備注 | 應援色 | 女学/oha时期颜色  | oha制服编码 |
| ---- | ---------------------- | ------ | ----------- | -------------------------------------- | ----------------------------- | ---- | ------ | ----------------- | ----------- |
|      | (2007年1月5日)（18歳） | 東京都 | 東京校      | 「警察×戰士 愛心巡護！」 （ lovely² ） |                               | 隊長 | 白色   | 蓝色／ 白色／彩色 | 2²          |

## 作品列表
以 Lucky² 名義
以 おはガール from Lucky²名義

## 出演
- おはスタ（東京電視台）
  - 見習い調査隊員 - 山口、杉浦（2021年7月5日 - 9月）
  - おはガール from Lucky² （2021年10月4日 - 3月25日)[註 1]

| 星期                           | 一               | 二               | 三       | 四       | 五       |
| ------------------------------ | ---------------- | ---------------- | -------- | -------- | -------- |
| 2021年10月4日 - 2021年10月8日  | 山口莉愛         | 永山椿、深澤日彩 | 杉浦優來 | 比嘉優和 | 佐藤栞奈 |
| 2021年10月11日 - 2022年3月25日 | 永山椿、深澤日彩 | 山口莉愛         | 比嘉優和 | 杉浦優來 | 佐藤栞奈 |

- 摯友×戰士 閃耀能量！（東京電視台、2021年7月11日 - ） - 永山、深澤、比嘉、佐藤

## 動畫
以Lucky²作為題材的動畫「女學。Ⅱ～Lucky Stars～」，2022年1月10日至3月18日於「おはスタ」節目內播出。

## 腳註
1. ↑  .   [2021-06-13]. （原始内容存档于2022-04-21）.
2. ↑  .   [2021-06-13]. （原始内容存档于2022-04-21）.
3. ↑  . Natalie (網站) (ナターシャ). 2021-06-13  [2021-06-13]. （原始内容存档于2022-04-21）.
4. ↑  編集部. . MusicVoice（日语：MusicVoice）. 21年10月01日  [2022-03-21]. （原始内容存档于2022-04-21）.
5. ↑  . ORICON NEWS. oricon ME.   [2022-01-06]. （原始内容存档于2022-04-21）.
6. ↑  . ORICON NEWS. oricon ME.   [2022-03-03]. （原始内容存档于2022-04-21）.

## 外部連結
- Lucky² （页面存档备份，存于） - 官方網站
  - GL² family （页面存档备份，存于） - 官方粉絲俱樂部
  - Lucky²的X（前Twitter）
  - Lucky²的Instagram帳戶
  - Lucky²的TikTok
  - YouTube上的Lucky² Official YouTube Channel頻道
- TVアニメ「ガル学。Ⅱ～Lucky Stars～」官方網站 （页面存档备份，存于）
  - ガル学。公式的X（前Twitter）
  - 【公式】「ガル学。」的Instagram帳戶